# Robert Langer (Turner)

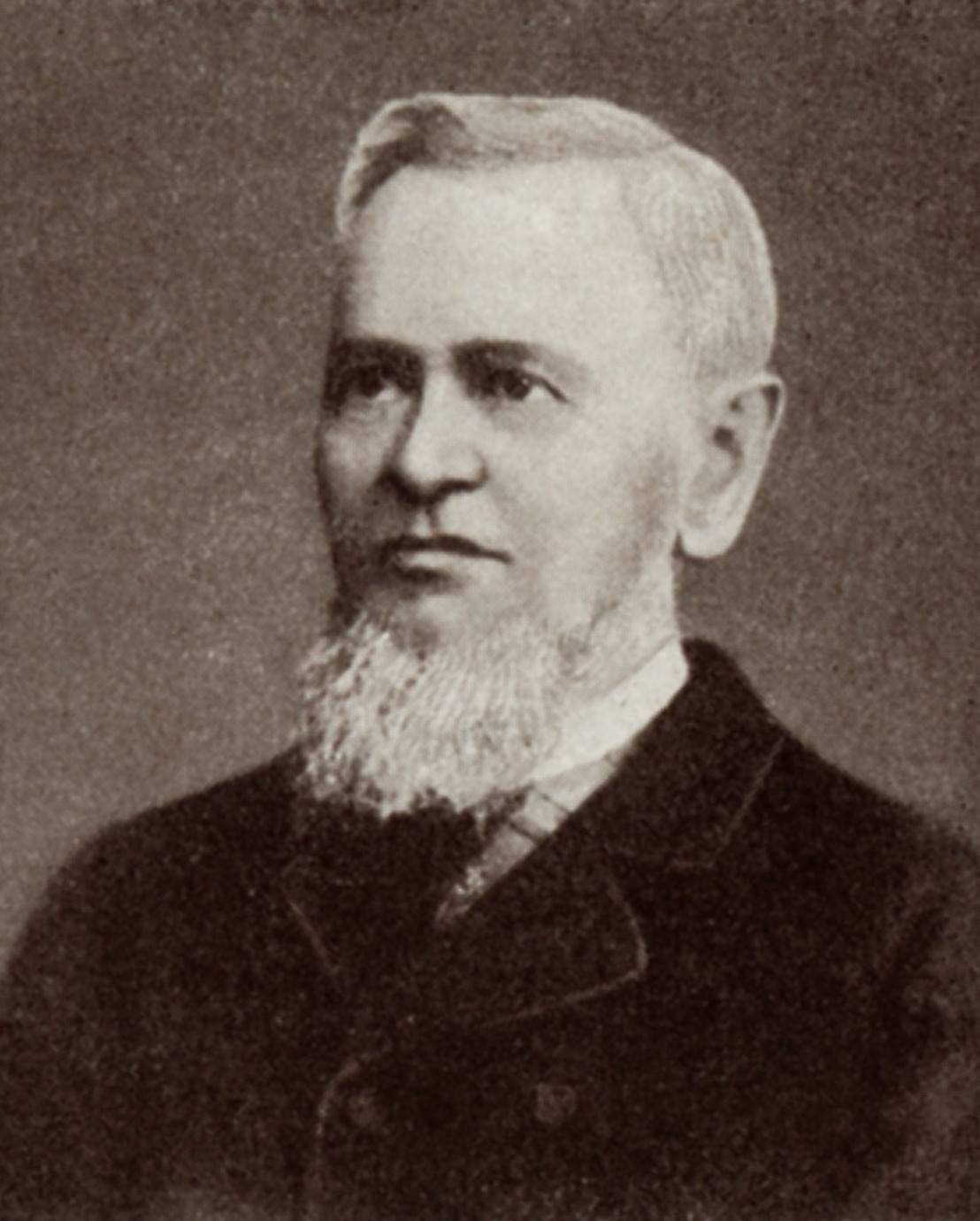
Robert Langer

Richard Robert Wilhelm Louis Langer (* 13. November 1822 in Frankenstein, Kreis Frankenstein, Provinz Schlesien; † 26. Mai 1897 in Biberach an der Riß, Königreich Württemberg) war ein deutscher Turner und Turnfunktionär, der bei seinen Zeitgenossen als einer „der geachtesten Männer Oberschwabens“ galt.

## Leben und Werk
Nach dem Schulbesuch nahm er eine Lehre als Konditor auf. Als Geselle ließ er sich in Schwaben in Biberach 1844 nieder, wo er ein florierendes Spezereiwarengeschäft gründete. 1847 gründete er in Biberach den noch heute bestehenden Turnverein Biberach 1847 e. V., dessen Sprecher er wurde und den er 50 Jahre – mit einer kurzen Unterbrechung zwischen 1861/62 – bis zu seinem Tod leitete. Im November 1863 gründete er ein Hilfskomitee für Schleswig-Holstein. 1886 wurde er in den Stadtrat von Biberach gewählt.
Als aktiver Turner wurde er zum Kreisvertreter des XI. Kreises (Schwaben) der Deutschen Turnerschaft gewählt. Gleichzeitig wurde Langer Mitglied des reichsweiten Ausschusses der Deutschen Turnerschaft. Durch eine Eingabe im Deutschen Reichstag trug er als Ausschussmitglied 1893 maßgeblich dazu bei, dass der Turnunterricht in den Schulen flächendeckend im gesamten Deutschen Reich eingeführt wurde. Mehrfach nahm er in führender Stellung an den seit 1860 ausgetragenen internationalen Deutschen Turnfesten teil, so auch 1860 mit zehn weiteren Vertretern aus Biberach.
Er starb während einer Festveranstaltung seines Vereins 1897.

## Ehrungen
- 7. Mai 1899 Enthüllung eines Gedenksteins in Biberach für Robert Langer
- Benennung des Robert-Langer-Saals im TG-Heim Biberach